# Pneumatopteris unita
Pneumatopteris unita är en kärrbräkenväxtart som först beskrevs av Kze., och fick sitt nu gällande namn av Holtt. Pneumatopteris unita ingår i släktet Pneumatopteris och familjen Thelypteridaceae. Inga underarter finns listade.

## Bildgalleri

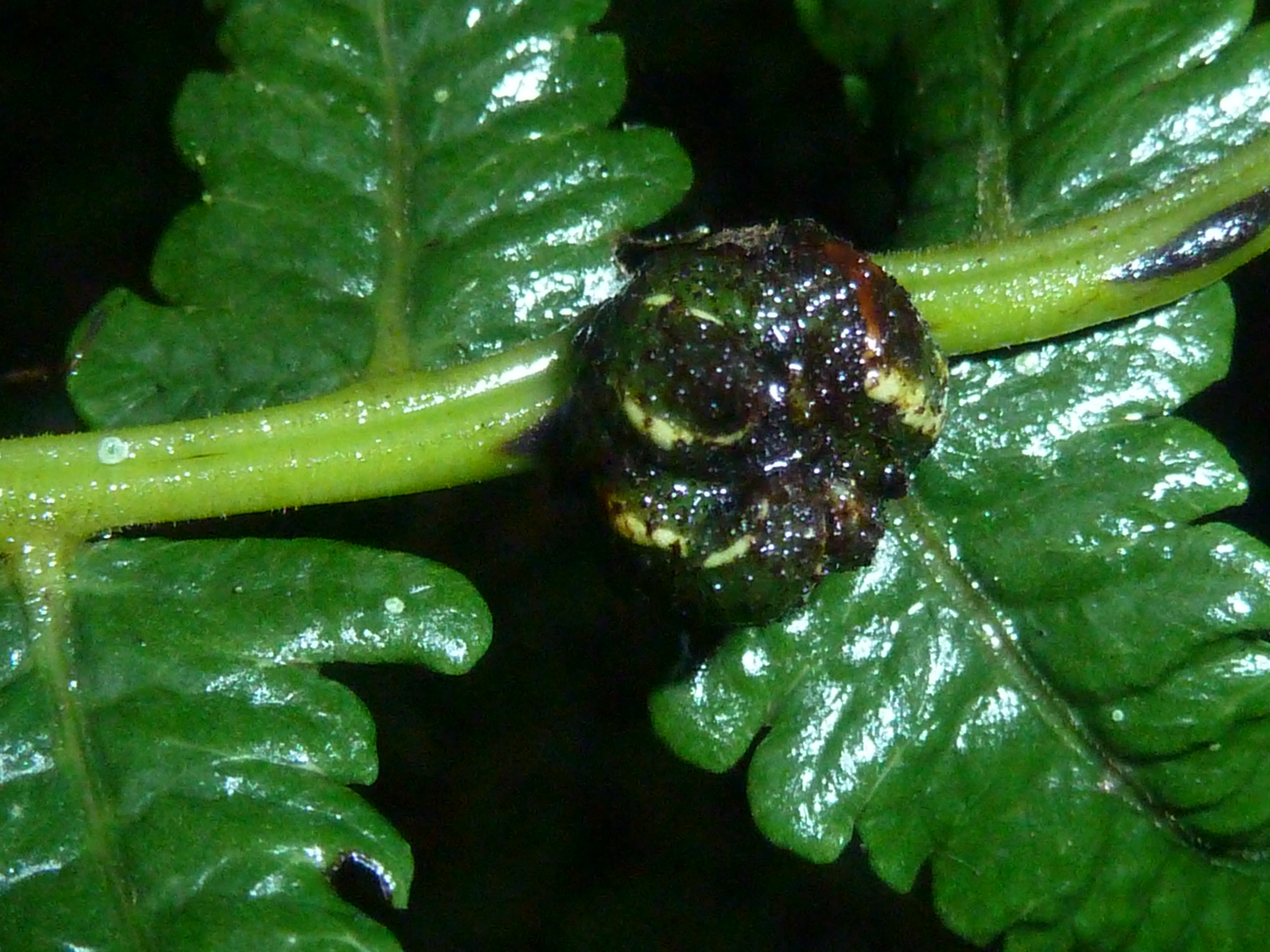
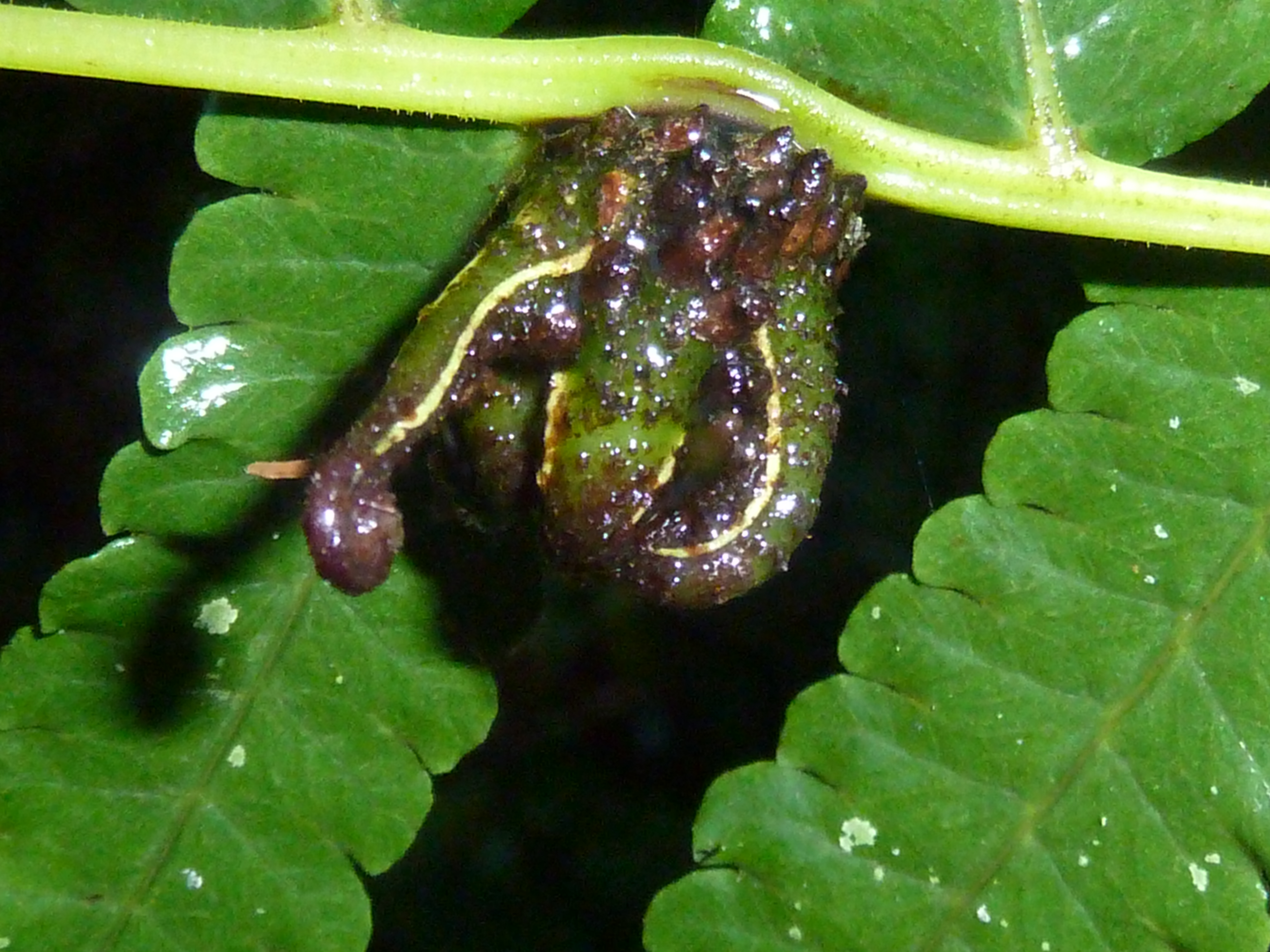
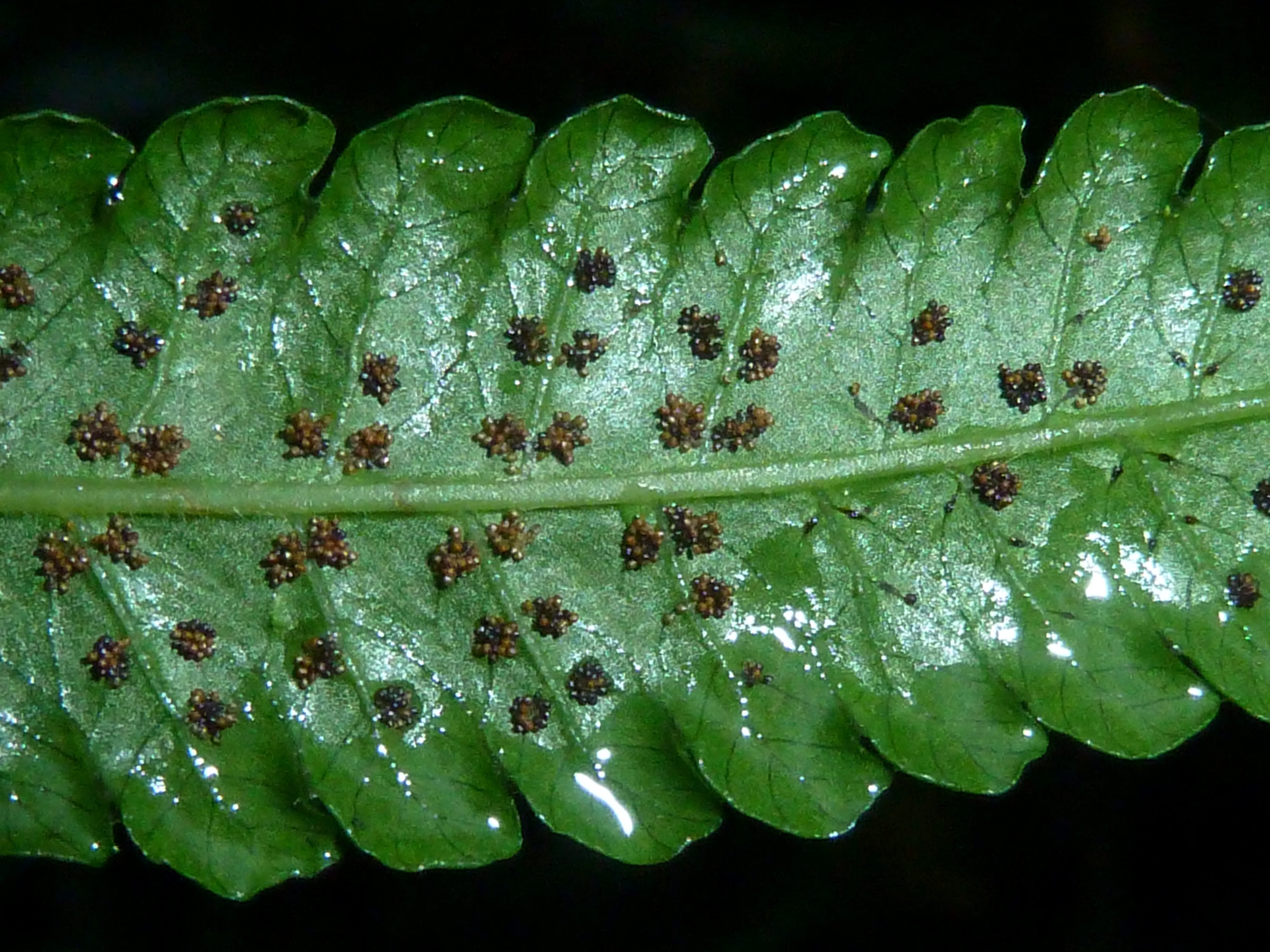